# Carlos Jiménez Sánchez
Carlos Jiménez Sánchez (* 10. Februar 1976 in Madrid, Region Madrid) ist ein ehemaliger spanischer Basketballspieler. Aufgrund seiner defensiven Fähigkeiten und Führungsqualitäten war er lange Zeit Stammspieler in der Nationalmannschaft.

## Karriere

### Verein
Nachdem er in seiner Jugend für San Viator Madrid gespielt hatte, begann Jiménez 1994 seine Karriere in der Liga ACB bei Estudiantes Madrid. Dort blieb er bis 2006 und gewann mit dem Verein 2000 den spanischen Pokal. Weitere Erfolge waren das Erreichen des Finals im Korać-Cup 1999 und die spanische Vizemeisterschaft 2004. In dieser Zeit wurde Jiménez vier Mal zum All-Star in der ACB gewählt. 2006 wechselte er zu Unicaja Málaga. Nach fünf Jahren bei den Andalusiern, kehrte Carlos Jiménez zu Estudiantes zurück, wo er 2011/12 seine Karriere ausklingen ließ.

### Nationalmannschaft
Von 1997 bis 2008 war Jiménez für die spanische Nationalmannschaft aktiv. Er nahm dabei an je drei Weltmeisterschaften und Olympischen Spielen sowie fünf Europameisterschaften teil. Seine größten Erfolge feierte er erst spät mit dem Gewinn der Weltmeisterschaft 2006 sowie dem Finaleinzug bei den Olympischen Spielen 2008, als er zudem Kapitän der Mannschaft war. Zusammen mit seinen drei Silbermedaillen bei Europameisterschaften (1999, 2003, 2007) sowie dem Gewinn der Bronzemedaille bei der Europameisterschaft 2001 war er damit zum Zeitpunkt seines Karriereendes in der Nationalmannschaft nach gewonnenen Medaillen der erfolgreichste spanische Basketballspieler.

## Erfolge
Verein
- Spanischer Pokalsieger: 1999/2000

Nationalmannschaft
- Olympische Spiele 2008: Silber
- Basketball-Europameisterschaft 2007: Silber
- Basketball-Weltmeisterschaft 2006: Gold
- Basketball-Europameisterschaft 2003: Silber
- Basketball-Europameisterschaft 2001: Bronze
- Basketball-Europameisterschaft 1999: Silber
- U-19-Basketball-Weltmeisterschaft 1995: Bronze
- U-18-Basketball-Europameisterschaft 1994: Bronze